# Linganore, Maryland
Linganore, Maryland (енгл. Linganore) насељено је место без административног статуса у америчкој савезној држави Мериленд.

## Демографија
По попису из 2010. године број становника је 8.543.
| Група             | 2000.    | 2010.         |
| Белци             | 0 (0,0%) | 7.562 (88,5%) |
| Афроамериканци    | 0 (0,0%) | 234 (2,7%)    |
| Азијати           | 0 (0,0%) | 164 (1,9%)    |
| Хиспаноамериканци | 0 (0,0%) | 399 (4,7%)    |
| Укупно            | 0        | 8.543         |